# Mangkai Baru
Mangkai Baru is een bestuurslaag in het regentschap Batu Bara van de provincie Noord-Sumatra, Indonesië. Mangkai Baru telt 3766 inwoners (volkstelling 2010).